# Guió teatral
Un guió teatral, d'història o llibret és el guió específic per a una obra de teatre. Conté el text d'una obra dramàtica o un musical, escrita per a la seva posada en escena. Segurament també conté anotacions, acotacions i directrius per a actors i altres membres de l'elenc teatral.

## Tipus de llibrets teatrals
- Llibret de l'actor o quadern del personatge.
- Llibret del director, guió tècnic del director d'escena.
- Llibret de l'apuntador o llibre de l'apuntador, és un tipus de guió tècnic.
- Llibret de llums, guió tècnic dels il·luminadors.
- Llibret de tramoia.
- Llibret de vestuari, per als sastres i certs aspectes de l'eina escenografia.
- Llibret del traspunt, llibre tècnic del traspunt.
- Llibret del responsable de material o utilleria.
- Guió tècnic o llibre anotat; inclou, a més del text, indicacions de les sortides i entrades d'actors, moviment d'actors en l'escenari, pautes d'il·luminació, utilleria, escenografia, vestuari, pressupostos de producció i calendari d'assajos.

## Parts d'un guió teatral
Un guió consta de tres parts que són:
- Escenari
- Personatges
- Diàleg
- Acotaments

+ actes